# T 172

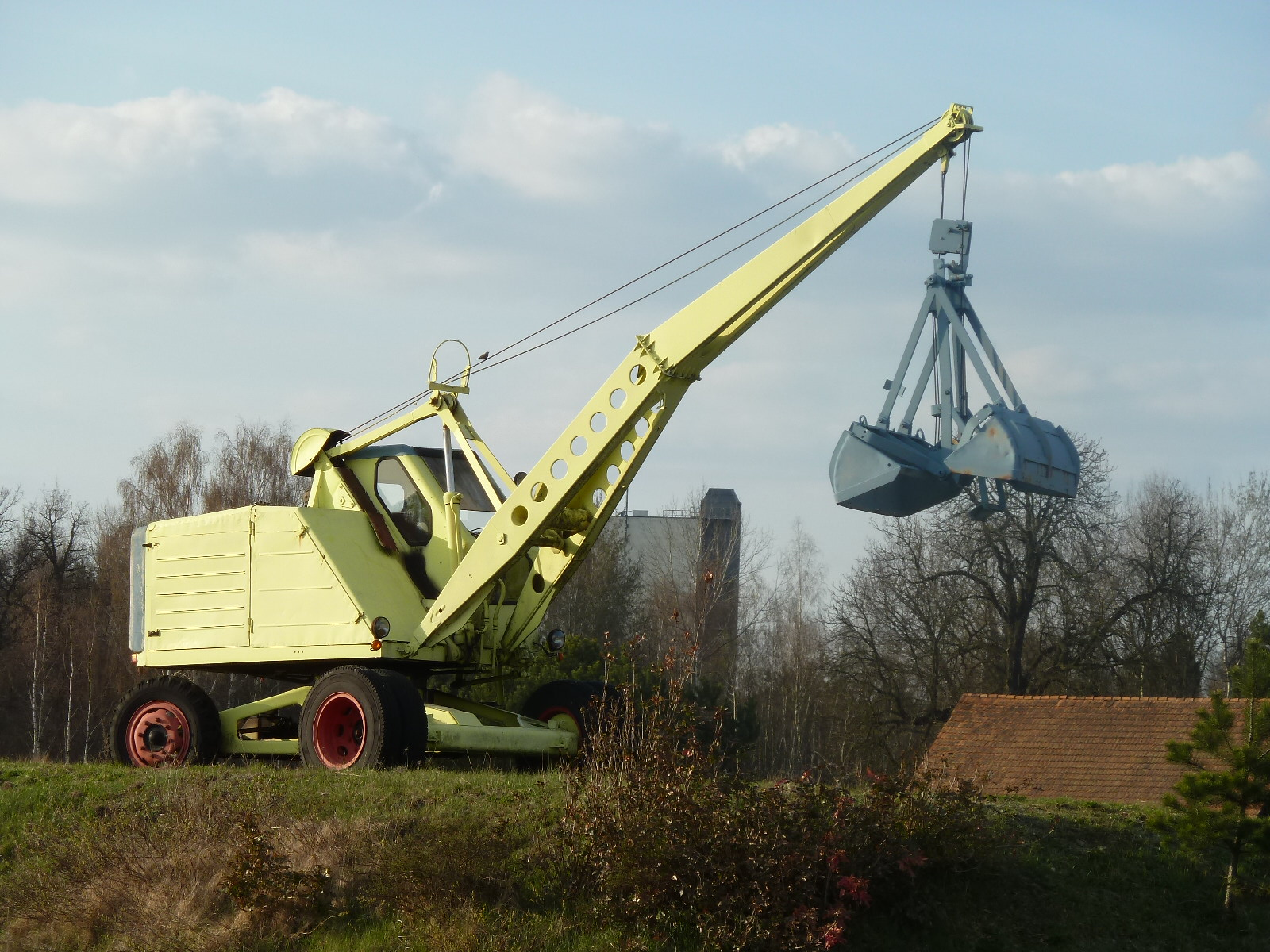
Ausgestellter T 172 mit Schalengreifer

| T 172                                            | T 172                                                 |
| T 172 beim Straßenbahngleisbau in Dresden (1969) | T 172 beim Straßenbahngleisbau in Dresden (1969)      |
| ------------------------------------------------ | ----------------------------------------------------- |
| Hersteller:                                      | VEB Weimar-Werk                                       |
| Produktionszeitraum:                             | ab 1961 bis 1967                                      |
| Vorgängermodell:                                 | T 170                                                 |
| Nachfolgemodell:                                 | T 174                                                 |
| Motorbezeichnung:                                | GD 2 (= 2 NVD 12,5 SRL)                               |
| Motorleistung:                                   | 12,5 kW                                               |
| Motorenhersteller:                               | Robur-Werke Zittau                                    |
| Getriebe:                                        | doppelt wirkendes Freilaufgetriebe mit Klauenkupplung |
| Schwenkbereich:                                  | 360°, fortlaufend                                     |
| Masse:                                           | 4900 kg (mit Lasthaken)                               |
| Länge:                                           | 9200 mm                                               |
| Höhe:                                            | 3300 mm                                               |
| Breite:                                          | 2730 mm                                               |

Der Seilbagger vom Typ T 172 (auch Lader T 172) ist der Nachfolger des T 170 und wurde von 1962 bis 1967 im VEB Weimar-Werk produziert. Der 5 Tonnen schwere T 172 wurde konzipiert für Greifer und Lasthaken als universeller, selbstfahrender Lader für die Nutzung in der Landwirtschaft. Sein 17 PS leistender Zweizylinder-Dieselmotor GD 2 kam vom VEB Robur-Werke Zittau, der dessen Produktion 1967 an den VEB Motorenwerk Cunewalde abgab.

## Beschreibung und Technik
Die äußere Form und der Bedienstand wurden vom T 170 übernommen. An der Hinterachse wurde eine Zwillingsbereifung angebracht, die Vorderräder bekamen einen hydraulischen Pendelausgleich um mehr Standsicherheit zu erreichen. Im Gegensatz zum T 170 kann der Ausleger nun hydraulisch über einen Wippzylinder verstellt werden. Das ermöglicht eine gleichzeitige Bedienung von Windenwerk und Ausleger. Die Hublast, die Ausladung und die Motorleistung wurden im Vergleich zum Vorgänger erhöht.
Für das Fahrzeug standen verschiedene Greifer zur Verfügung, darunter ein Motorgreifer, der mit einem 3,5 kW (anderen Quellen nach 1,75 kW) starken Drehstromgenerator angetrieben wurde und ein Fassungsvermögen von 0,3 m³ hatte. Möglich war auch der Betrieb verschiedener Werkzeuge mit diesem Drehstromgenerator und die Nutzung einer Seilwinde mit einer Zugkraft bis 1.000 kP. Der in Blechschalenbauweise gefertigte Ausleger kann durch den Einbau von Zwischenstücken verlängert werden.
Die maximale Umsetzgeschwindigkeit beträgt 10 km/h, was ein reversierbares Zweiganggetriebe ermöglicht. Die Maximalgeschwindigkeit im Schleppbetrieb beträgt 20 km/h. Neu war die Anpassung des Fahrzeuges an die Forderungen der Straßenverkehrszulassungsordnung (StVZO) durch Einbau einer Beleuchtungsanlage inklusive Suchscheinwerfer. Der Preis des T 172 betrug 25.000 Mark.
Es wurden 8.817 Einheiten produziert. Nachfolger ist der T 174.

## Varia

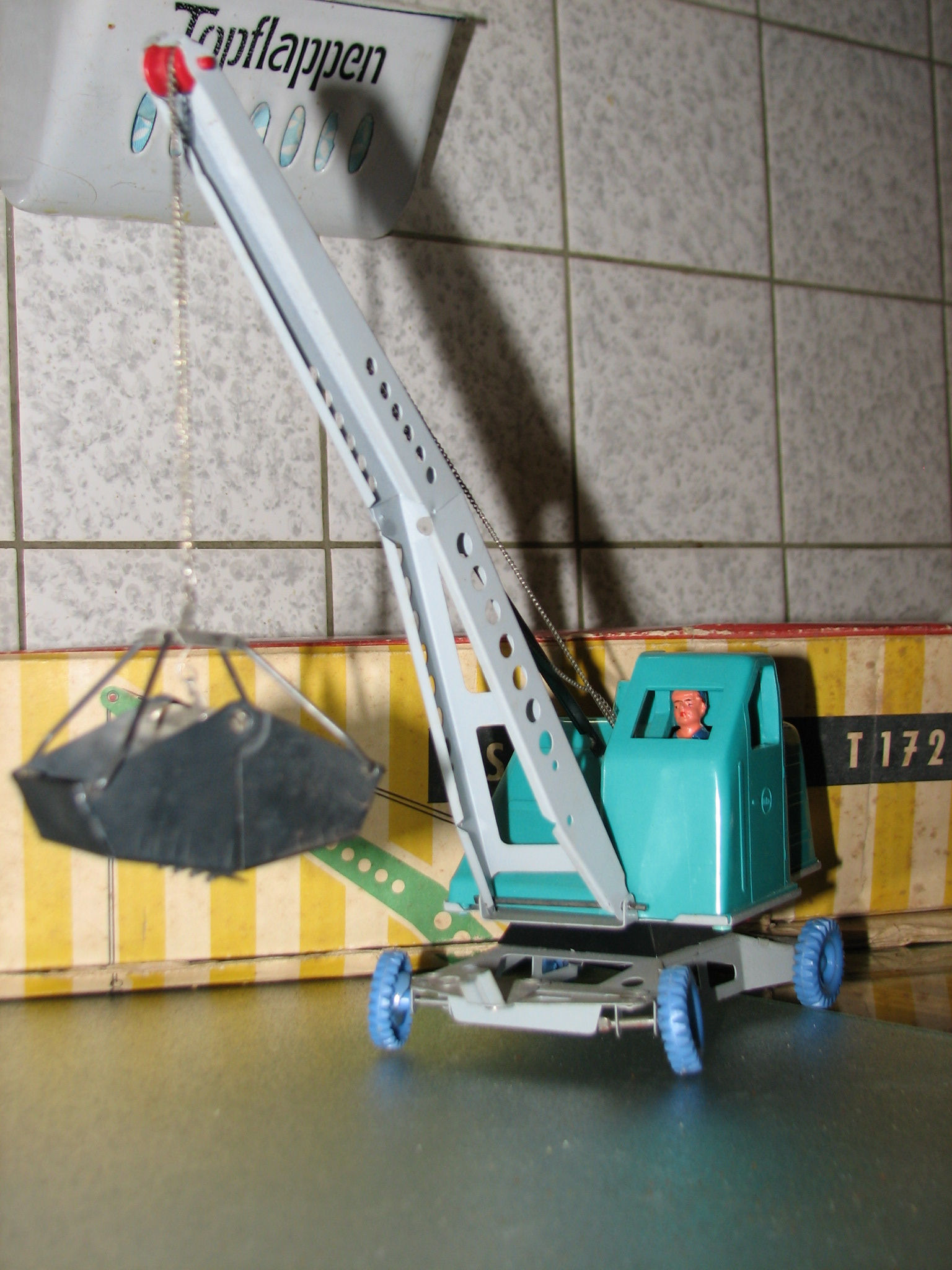
T 172 mit Schalengreifer als Spielzeug-Version von vor 1964, gefertigt vom VEB (K) Metallspielwaren Weimar

Der damals ebenfalls in Weimar ansässige Hersteller von Blechspielzeug VEB (K) Metallspielwaren Weimar produzierte den Selbstlader-Bagger T 172 mit Schalengreifer als mechanisches, mit feingliedrigen Metallketten gesteuertes, maßstabsgetreues Spielzeug bis Ende Juli 1964. Betrieben wurde das Modell mit der Original Artikel-Nummer 158/180 mit einem Aufzugmotor mit Aufziehschlüssel. Das Fahrzeuggehäuse ist aus Hartplastik gefertigt, der Preis (damals noch VEP) betrug DM 16,75. Die Preisangabe in DM ist ein Hinweis darauf, dass das Spielzeug vor dem 1. August 1964 gebaut und verkauft wurde, da die Geldeinheit DM (als DDR-Währung) bis 31. Juli 1964 offiziell verwendet wurde. Die Anzahl der produzierten Modelle ist nicht bekannt.